# Leichtathletik-Europameisterschaften 1969/5000 m der Männer

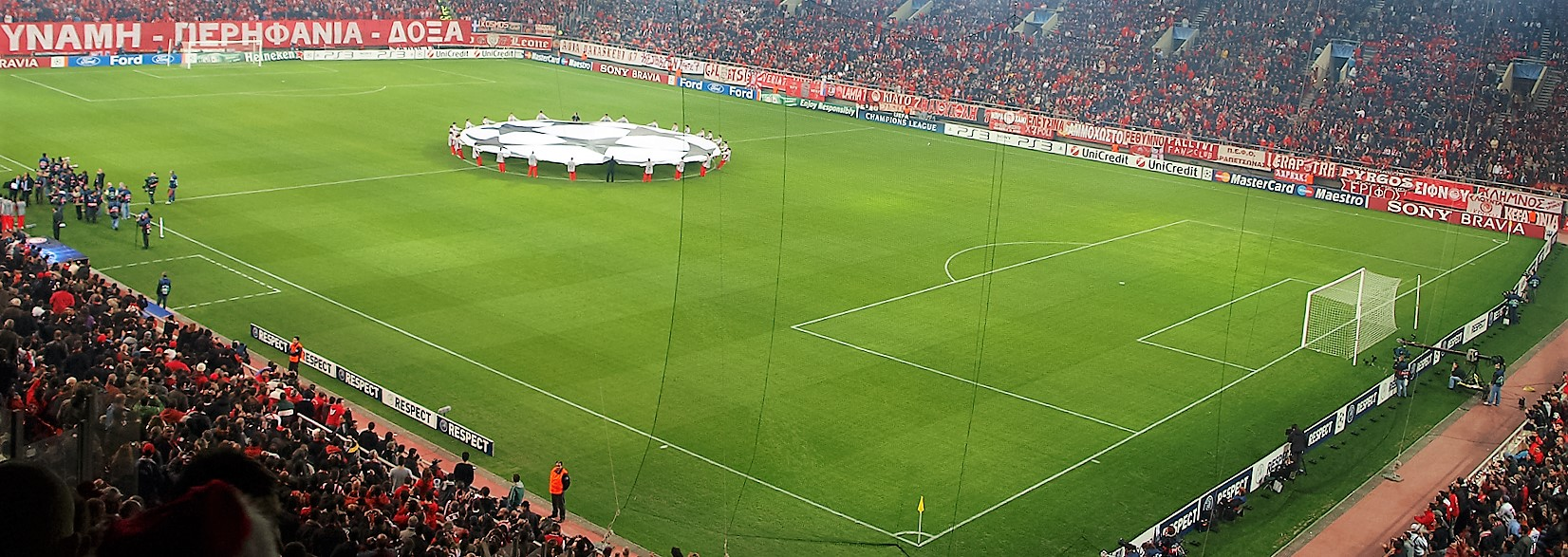
Das Karaiskakis-Stadion im Jahr 2009

Der 5000-Meter-Lauf der Männer bei den Leichtathletik-Europameisterschaften 1969 wurde am 19. September 1969 im Athener Karaiskakis-Stadion ausgetragen.
In diesem Wettbewerb gewann die Athleten aus Großbritannien mit Gold und Bronze zwei Medaillen. Europameister wurde Ian Stewart. Er gewann vor dem sowjetischen Läufer Raschid Scharafetdinow. Bronze ging an Alan Blinston.

## Bestehende Rekorde
| Weltrekord   | 13:16,6 min | Ron Clarke     | Stockholm, Schweden                      | 5. Juli 1966      |
| Europarekord | 13:24,8 min | Harald Norpoth | Köln, BR Deutschland (heute Deutschland) | 7 September 1966  |
| EM-Rekord    | 13:42,8 min | Michel Jazy    | EM Budapest, Ungarn                      | 4. September 1966 |

Der bestehende Meisterschaftsrekord wurde bei diesen Europameisterschaften erreicht. Die Zeit des britischen Siegers Ian Stewart von 13:44,8 min lag allerdings nur um exakt zwei Sekunden über diesem Rekord. Zum Europarekord fehlten genau zwanzig, zum Weltrekord 28,2 Sekunden.

## Durchführung
Eigentlich waren für den 17. September um 19.00 Uhr Vorläufe angesetzt worden. Wegen der Zahl von nur dreizehn Teilnehmern entfielen diese jedoch, alle Läufer traten zwei Tage später gemeinsam zum Finale an.

## Finale

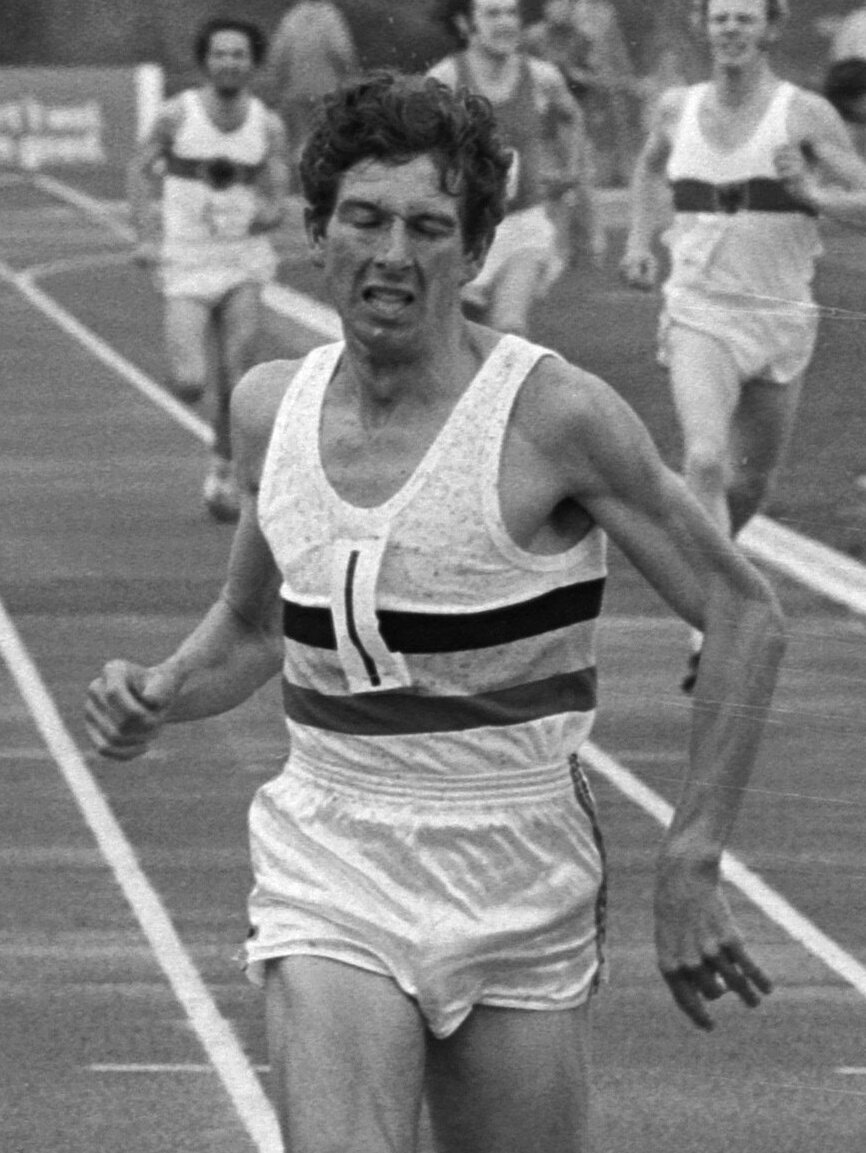
Emiel Puttemans (in einem Rennen des Jahres 1974) belegte Rang sieben

19. September 1969, 18.55 Uhr
| Platz | Name                   | Nation           | Zeit (min) |
| ----- | ---------------------- | ---------------- | ---------- |
| 1     | Ian Stewart            | Großbritannien   | 13:44,8    |
| 2     | Raschid Scharafetdinow | Sowjetunion      | 13:45,8    |
| 3     | Alan Blinston          | Großbritannien   | 13:47,6    |
| 4     | Bernd Dießner          | DDR              | 13:50,4    |
| 5     | Danijel Korica         | Jugoslawien      | 13:51,4    |
| 6     | Giuseppe Ardizzone     | Italien          | 13:51,8    |
| 7     | Emiel Puttemans        | Belgien          | 13:52,2    |
| 8     | Bengt Nåjde            | Schweden         | 13:55,8    |
| 9     | Noël Tijou             | Frankreich       | 13:56,8    |
| 10    | René Jourdan           | Frankreich       | 13:58,5    |
| 11    | Iwan Schopscha         | Sowjetunion      | 14:01,8    |
| 12    | Stanislav Petr         | Tschechoslowakei | 14:12,8    |
| 13    | Michael Baxter         | Großbritannien   | 14:19,0    |

### Videolinks
- Ian Stewart - European 5000m Champion, Athens 1969, youtube.com, abgerufen am 21. Juli 2022
- EUROPEAN ATHLETICS 1969 ATHENS 5000 STEWART, youtube.com, abgerufen am 21. Juli 2022
- European Athletics Finals (1969), Bereich: 2:59 min bis 3:10 min, youtube.com, abgerufen am 21. Juli 2022